# Tio år med Agnetha
Tio år med Agnetha är ett samlingsalbum från 1979 av den svenska popsångerskan Agnetha Fältskog. Albumet innehöll hennes mest framgångsrika inspelningar som solosångerska. Sista spåret, "När du tar mej i din famn", skrev hon själv.
Albumet återutgavs till CD 1989 på skivmärket CBS, och 1998 på skivmärket Sony.

## Låtlista
- Sida 1

1. Jag var så kär - 3:17
2. Utan dej mitt liv går vidare - 2.47
3. Allting har förändrat sej - 3:10
4. Fram för svenska sommaren - 2.24
5. Zigenarvän -   2:58
6. Om tårar vore guld - 3.28
7. En sång och en saga - 3:39
8. Många gånger än - 2.37

- Sida 2

1. Dröm är dröm och saga saga - 3:25
2. Vart skall min kärlek föra - 3:18
3. Så glad som dina ögon - 2.59
4. En sång om sorg och glädje - 3:46
5. SOS - 3.19
6. Doktorn - 2:47
7. Tack för en underbar vanlig dag - 2.38
8. När du tar mej i din famn - 4:07

## Listplaceringar
| Lista (1979) | Topplacering |
| ------------ | ------------ |
| Sverige      | 32           |